# بیل ایوانز

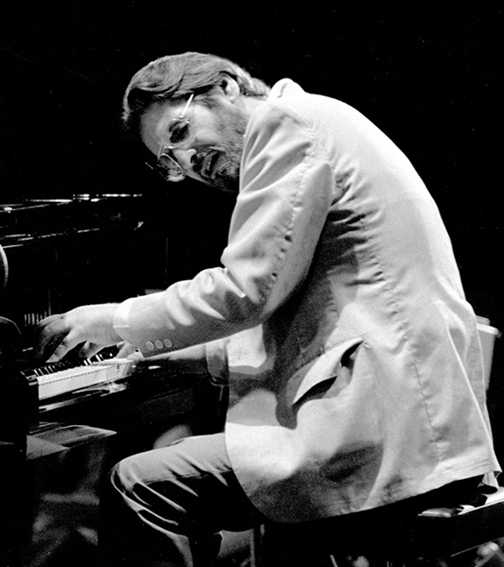
بیل ایوانز در حال اجرا، ۱۹۷۸

ویلیام جان ایوانز (به انگلیسی: William John Evans) معروف به بیل ایوانز (به انگلیسی: Bill Evans) (۱۶ اوت ۱۹۲۹ – ۱۵ سپتامبر ۱۹۸۰) پیانونواز آمریکایی در سبک جاز بود..
سبک ویژه او در نواختن و بداهه‌نوازی بر نوازندگان مهم دیگری مانند هربی هنکاک و ماریان مک‌پارتلند و کیت جرت و چیک کوریا و میشل پتروچیانی اثر گذاشته‌است. سبک نواختن او شامل هارمونی‌های امپرسیونیست، کلیدهای سیاه و جاز سنتی می‌باشد که همگی سر منشأ بسیاری از پیانیست‌های این دوره زمانی می‌باشند
مشهورترین ساخته او والس برای دبی است که در اصل برای دخترش دبی نوشت و امروز از استانداردهای جاز است.
در کل می‌توان دوره‌های زندگی وی را به سه دسته کامل تقسیم کرد
۱. پیش‌درآمد (تمام کردن تحصیلات و عضویت در بند مایلز دیویس و همکاری با چت بکر و ضبط آلبوم کمی خسته)
۲. دوران ظهور (جدایی از بند مایلز دیویس و تشکیل اولین بند سه نفره خود تا مرگ اسکات لافارو)
۳. دوران اوج (آشنایی با ادی گومز و کار کردن با او بمدت ۱۱ سال و ضبط قطعات ماندگار بسیار)
۴. دوران افول (خود کشی برادرش و مصرف بی‌رویه کوکائین)

## زندگی
ایوانس در یک خانواده نسبتاً مرفه زندگی می‌کرد، پدر او هری یک معتاد الکلی بود که مشکل قمار داشت و مادر او یک نوازنده ارگ در کلیسا، برادری کوچکتر از خود به اسم هری (هارولد) داشت که وابستگی خاصی نسبت به او داشت. بخاطر شخصیت مخرب پدرش بر روی بچه‌ها مادرشان همیشه آن‌ها را به خانه ای خواهرش در نزدیکی سامرویل می‌برد. هری در خانه سامرویل مشغول یادگرفتن پیانو از استاد محلیشان به اسم هلن لیاند بود و بیل کوچک‌تر از آن بود که بتواند نت‌ها را درک کند ولی هر نتی را که می‌شنید درست ادا می‌کرد و بنابراین او و برادرش هر دو پیانو را یادگرفتند. او در سن هفت سالگی موفق شد ویلون را کامل فرا بگیرد، بدنبال آن فلوت و پیکولو را فرا گرفت که بعدها باعث شد که سبک خاص خود را در نواختن پیانو پیدا کند.
او در سن۱۲ سالگی و بعد از شنیدن کارهای تامی دروسی و هری جیمز مشتاق نواختن در سبک جاز شد بطوریکه در سن ۱۳ سالگی در بند بادی والنتینو به‌عنوان پیانیست ذخیره انتخاب می‌شد با حقوق یک دلار در ساعت، در همین حین بود که او دان الیوت را دید و دوستی این دو از اینجا نشأت گرفت و در سال ۱۹۴۶ از دبیرستان پینفیلد شمالی فارغ‌التحصیل شد.
الگوهای بیل در سنین جوانی عبارت بودند از ارل هاینز، کولمن هاوکینز، باد پاول، جرج شرینگ، استن گتز (که بعدها با هم یک آلبوم ضبط کردند) و نت کینگ کول. او شخصاً کول را ستایش می‌کرد.

### سربازی، کالج و سالهای جوانی
او بعد از تمام کردن دبیرستان راه خود را با بورسیه ای که از طریق نواختن فلوت در دانشگاه لویزیانا گرفته بود هموار کرد. او موسیقی کلاسیک می‌خواند و همین نقطه عطفی برای شروع کار او بود زیرا با کمک استادش، گرتچن مگی توانست اولین کارهای خود را بنویسد.
او در سال سوم کالج، یکی از بیادماندنی‌ترین و تقریباً اولین قطعه هنری رسمیش را به اسم "خیلی زود" نوشت؛ و در همان مدت زمان هم قطعه دیگری را به اسم" صلح تکه ای (Peace Piece)" را نوشت و تنظیم کرد. در همان سال در بین دو نیمه تیم فوتبال کالجشان نواخت و از عضو ثابت قدم بند کالجش بود. در سال ۱۹۵۰ او سمفونی شماره ۳ بتهوون را برای رسیتال پایانی نواخت و با اخذ مدارک:
- لیسانس موسیقی
- استادی در پیانو
- لیسانس تدریس موسیقی

کالج را به پایان برد. او همیشه سه سال پایانی کالجش را به عنوان خوشحالترین لحظات زندگیش نام می‌برد.

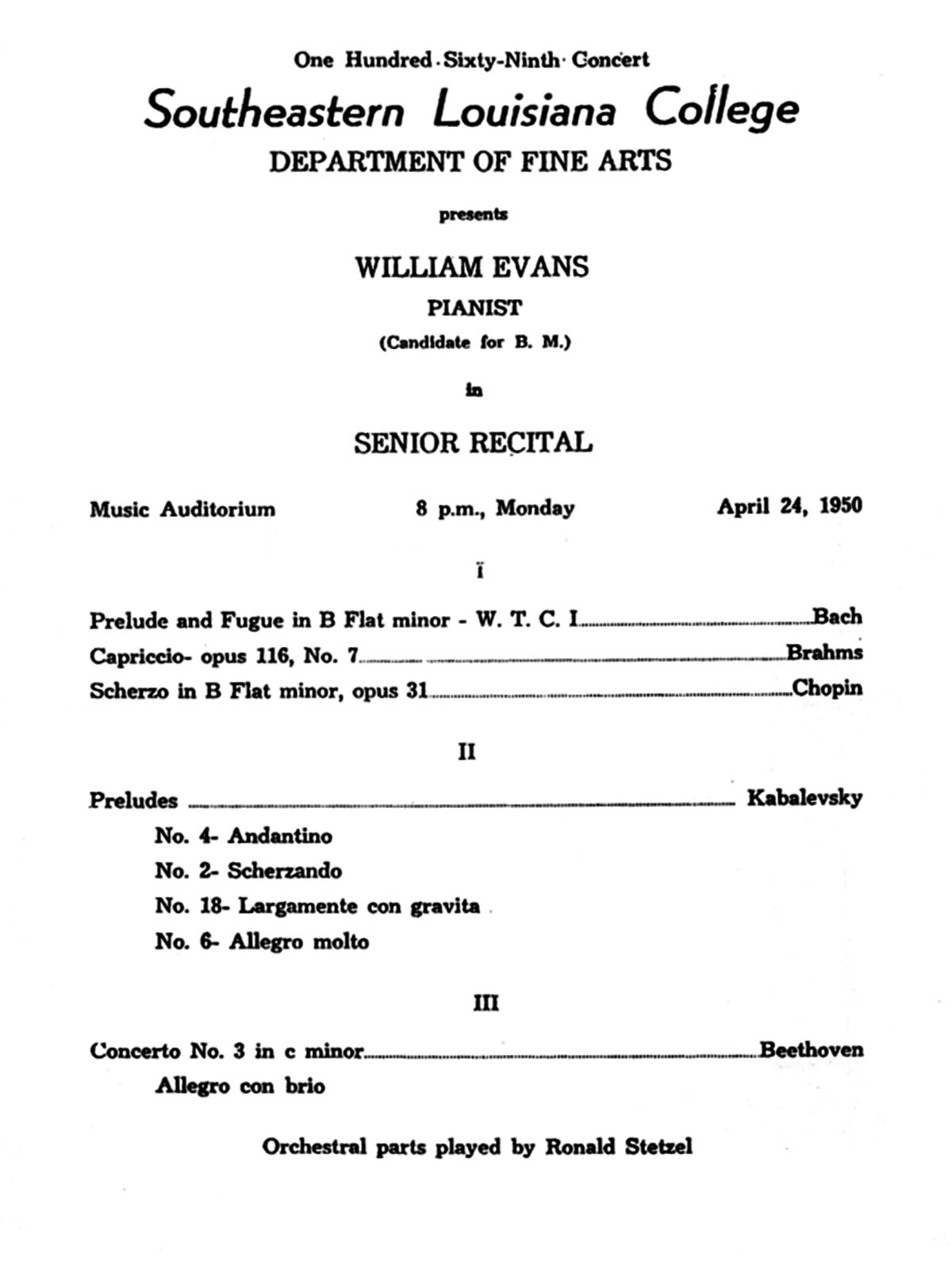
برنامه کنسرت فارغ‌التحصیلی بیل ایوانز از کالج لویزیانا در سال ۱۹۵۰